# علی الکندری
علی الکندری (انگلیسی: Ali Al Kandari؛ زادهٔ ۱۲ مارس ۱۹۸۵) بازیکن فوتبال اهل کویت است.
از باشگاه‌هایی که در آن بازی کرده‌است می‌توان به باشگاه ورزشی القادسیه کویت، باشگاه ورزشی التضامن کویت، و باشگاه ورزشی الکویت اشاره کرد.
وی همچنین در تیم ملی فوتبال کویت بازی کرده‌است.